# Ямага
Яма́га (яп. 山鹿市 Ямага-си) — город в Японии, находящийся в префектуре Кумамото. Площадь города составляет 299,67 км², население — 53 097 человек (1 августа 2014), плотность населения — 177,18 чел./км².

## Географическое положение
Город расположен на острове Кюсю в префектуре Кумамото региона Кюсю. С ним граничат города Кумамото, Кикути, Яме, Хита и посёлки Гёкуто, Нагоми.

## Население
Население города составляет 53 097 человек (1 августа 2014), а плотность — 177,18 чел./км². Изменение численности населения с 1980 по 2005 годы:
| 1980 | 62 839 чел. |  |
| 1985 | 63 234 чел. |  |
| 1990 | 62 150 чел. |  |
| 1995 | 60 991 чел. |  |
| 2000 | 59 491 чел. |  |
| 2005 | 57 726 чел. |  |

## Символика
Деревом города считается Osmanthus fragrans, цветком — рододендрон, птицей — Cettia diphone.